# اس-بان میتلبه
اس-بان میتلبه (انگلیسی: S-Bahn Mittelelbe) یک شبکه راه‌آهن حومه در ماگدبورگ، آلمان است.
این راه‌آهن که در سال ۱۹۷۴ تاسیس شده دارای یک خط، ۲۸ ایستگاه و ۱۳۰ کیلومتر طول است.

## نگارخانه

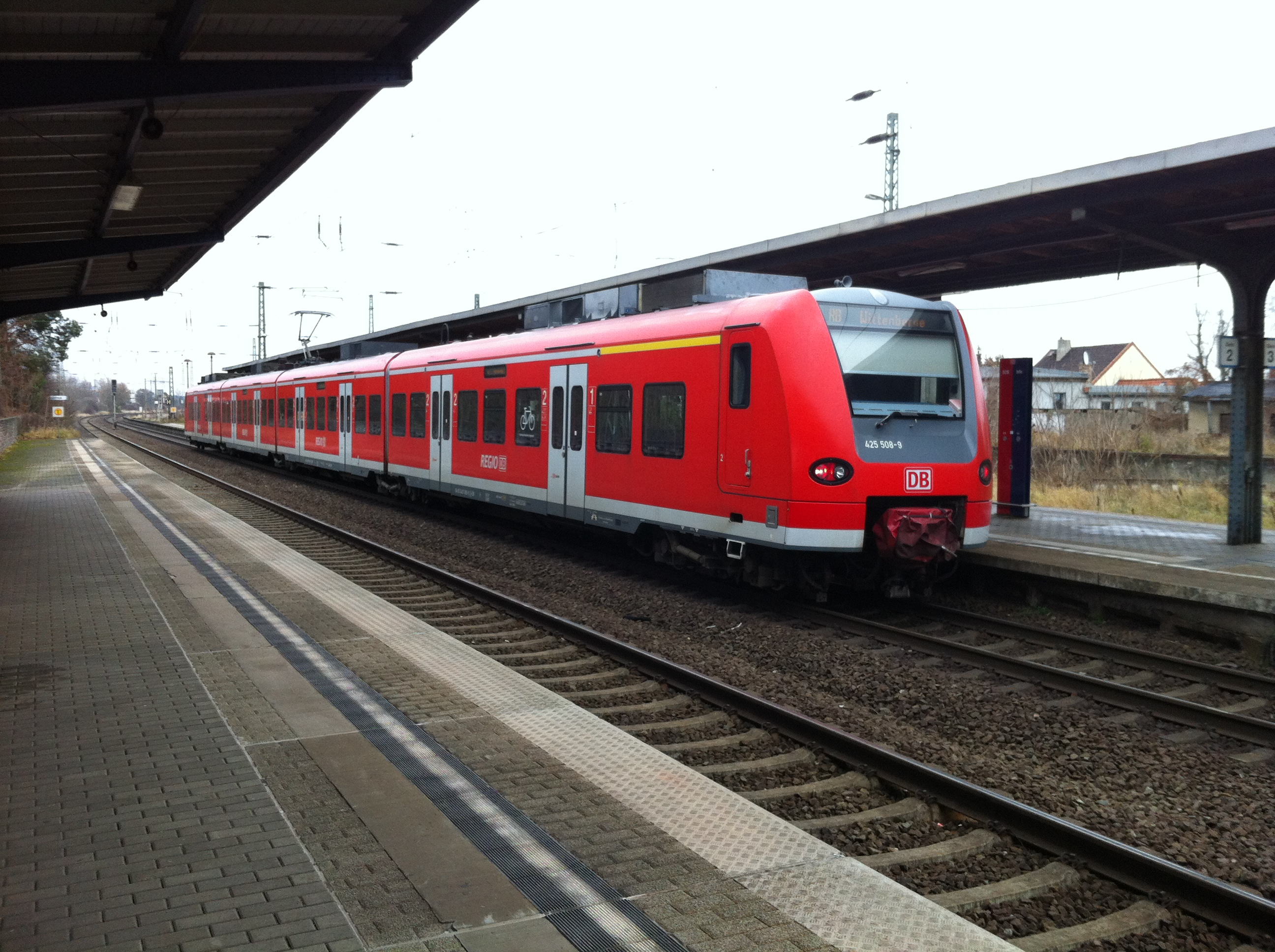
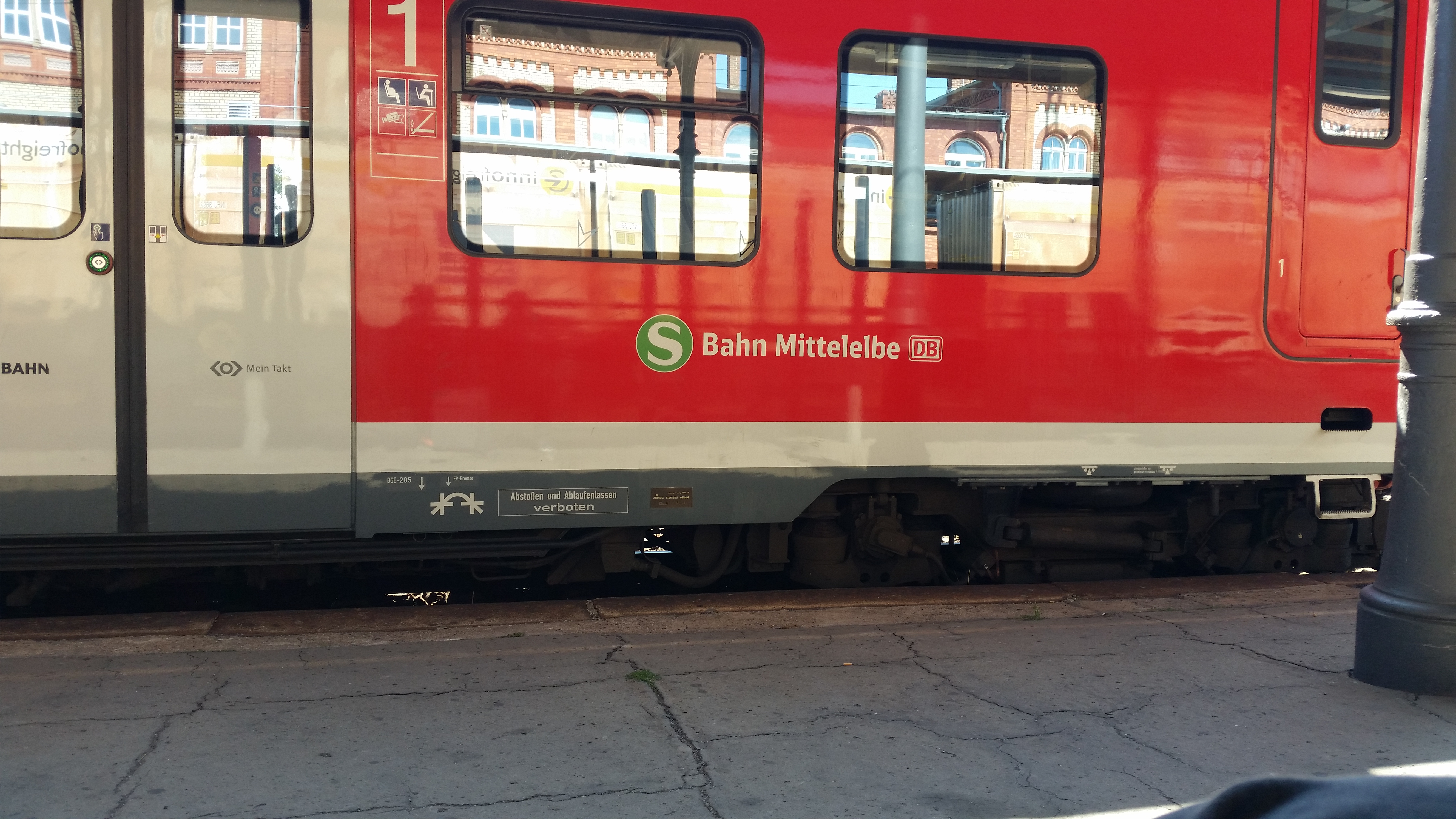